# Stenie (rejon jaworowski)
Stenie albo Steny (ukr. Стені) – wieś na Ukrainie, w rejonie jaworowskim obwodu lwowskiego.

## Historia
Dawniej część wsi Szkło w powiecie jaworowskim.